# Saint Andrew (Jamajka)
Saint Andrew – jeden z 14 regionów Jamajki. Znajduje się w południowo-centralnej części wyspy, na północ od Kingston. Jest miejscem narodzin Linforda Christie.